# Lista localităților din provincia Mersin

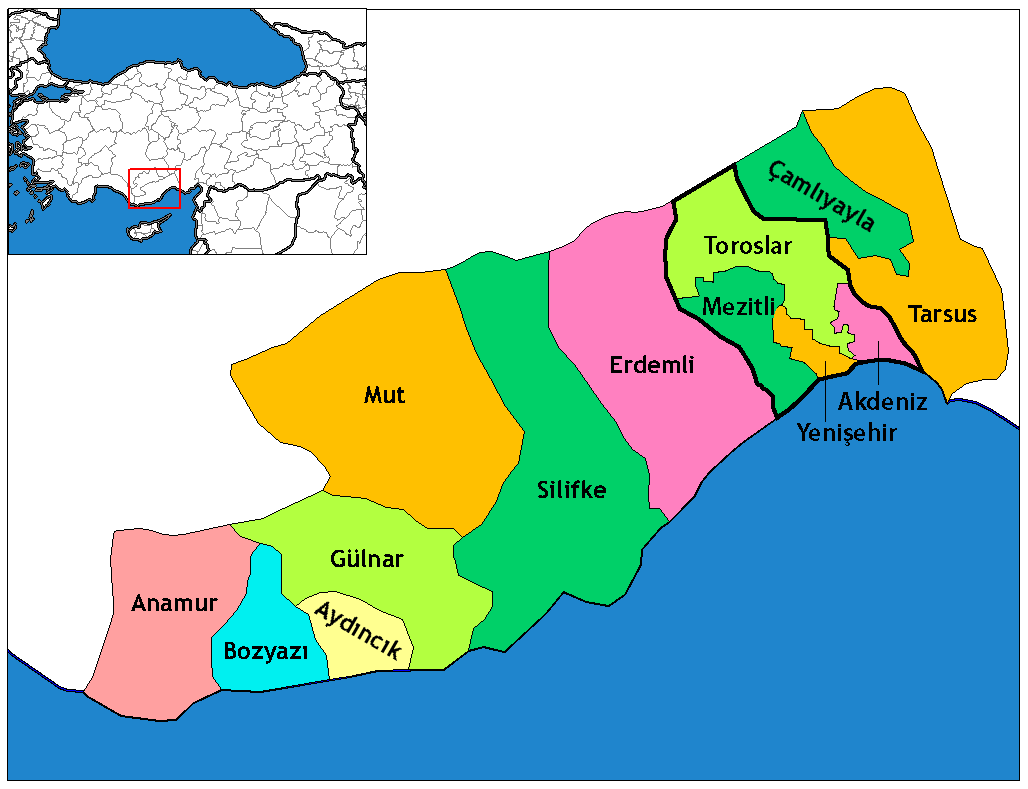
Provincia Mersin

Aceasta este lista localităților din Provincia Mersin, Turcia, după districte. Primele patru districte (Akdeniz, Mezitli, Toroslar și Yenișehir) sunt de fapt pare a Mersinului Mare. În secțiunile de mai jos, prima localitate din fiecare listă este centrul administrativ al districtului.

## Akdeniz
- Akdeniz
- Camili, Akdeniz
- Esenli, Akdeniz
- Hebilli, Akdeniz
- Iğdır, Akdeniz
- Parmakkurdu, Akdeniz
- Puğkaracadağ, Akdeniz
- Yanpar, Akdeniz
- Yeşilova, Akdeniz

## Mezitli
- Mezitli
- Akarca, Mezitli
- Bozön, Mezitli
- Cemilli, Mezitli
- Çevlik, Mezitli
- Demirışık, Mezitli
- Doğançay, Mezitli
- Doğlu, Mezitli
- Fındıkpınarı, Mezitli
- Kocayer, Mezitli
- Kuzucu, Mezitli
- Kuzucubelen, Mezitli
- Pelitkoyağı, Mezitli
- Sarılar, Mezitli
- Takanlı, Mezitli
- Tepeköy, Mersin
- Tol, Mezitli
- Zeybekler, Mezitli

## Toroslar
- Toroslar
- Aladağ, Toroslar
- Alanyalı, Toroslar
- Arslanköy, Toroslar
- Atlılar, Toroslar
- Ayvagediği, Toroslar
- Bekiralanı, Toroslar
- Çağlarca, Toroslar
- Çamlıdere, Toroslar
- Çandır, Toroslar
- Çelebili, Toroslar
- Çopurlu, Toroslar
- Dalakdere, Toroslar
- Darısekisi, Toroslar
- Değirmendere, Toroslar
- Değnek, Toroslar
- Doruklu, Toroslar
- Evrenli, Toroslar
- Gözne, Toroslar
- Güzelyayla, Toroslar
- Hamzabeyli, Toroslar
- Horozlu, Toroslar
- Işıktepe, Toroslar
- Kavaklıpınar, Toroslar
- Kayrakkeşli, Toroslar
- Kepirli, Toroslar
- Kerimler, Toroslar
- Kızılkaya, Toroslar
- Korucular, Toroslar
- Kurudere, Toroslar
- Musalı, Toroslar
- Resulköy, Toroslar
- Soğucak, Toroslar
- Şahinpınarı, Toroslar
- Tırtar, Toroslar
- Yavca, Toroslar
- Yeniköy, Toroslar
- Yüksekoluk, Toroslar

## Yenişehir
- Yenişehir
- Çavak, Yenişehir
- Çukurkeşli, Yenişehir
- Değirmençay, Yenişehir
- Emirler, Yenişehir
- İnsu, Yenişehir
- Karahacılı, Yenişehir
- Kocahamzalı, Yenişehir
- Turunçlu, Yenişehir
- Uzunkaş, Yenişehir

## Anamur
- Anamur
- Akine, Anamur
- Alataş, Anamur
- Anıtlı, Anamur (aka Kaledran)
- Aşağıkükür, Anamur
- Boğuntu, Anamur
- Bozdoğan, Anamur
- Çaltıbükü, Anamur
- Çamlıpınar, Anamur
- Çamlıpınaralanı, Anamur
- Çarıklar, Anamur
- Çataloluk, Anamur
- Çeltikçi, Anamur
- Çukurabanoz, Anamur
- Demirören, Anamur
- Emirşah, Anamur
- Evciler, Anamur
- Gercebahşiş, Anamur
- Güleç, Anamur
- Güneybahşiş, Anamur
- Güngören, Anamur
- Karaağa, Anamur
- Karaçukur, Anamur
- Karadere, Anamur
- Karalarbahşiş, Anamur
- Kaşdişlen, Anamur
- Kılıç, Anamur
- Kızılaliler, Anamur
- Korucuk, Anamur
- Köprübaşı, Anamur
- Kükür, Anamur
- Lale, Anamur
- Malaklar, Anamur
- Ormancık, Anamur
- Ovabaşı, Anamur
- Ören, Anamur
- Sarıağaç, Anamur
- Sarıdana, Anamur
- Sugözü, Anamur
- Uçarı, Anamur

## Aydıncık
- Aydıncık
- Duruhan, Aydıncık
- Eskiyürük, Aydıncık
- Hacıbahattin, Aydıncık
- Karadere, Aydıncık
- Karaseki, Aydıncık
- Pembecik, Aydıncık
- Teknecik, Aydıncık
- Yenikaş, Aydıncık
- Yeniyürük, Aydıncık
- Yeniyürükkaş, Aydıncık

## Bozyazı
- Bozyazı
- Akcami, Bozyazı
- Ardıçlıtaş, Bozyazı
- Bahçekoyağı, Bozyazı
- Derebaşı, Bozyazı
- Dereköy, Bozyazı
- Elmakuzu, Bozyazı
- Gözce, Bozyazı
- Gözsüzce, Bozyazı
- Karaisalı, Bozyazı
- Kızılca, Bozyazı
- Kömürlü, Bozyazı
- Lenger, Bozyazı
- Narince, Bozyazı
- Tekedüzü, Bozyazı
- Tekeli, Bozyazı
- Tekmen, Bozyazı

## Çamlıyayla
- Çamlıyayla
- Bağçatağı, Çamlıyayla
- Belçınar, Çamlıyayla
- Darıpınarı, Çamlıyayla
- Fakılar, Çamlıyayla
- Giden, Çamlıyayla
- Kesecik, Çamlıyayla
- Körmenlik, Çamlıyayla
- Korucak, Çamlıyayla
- Sarıkavak, Çamlıyayla
- Sarıkoyak, Çamlıyayla
- Sebil, Çamlıyayla

## Erdemli
- Erdemli
- Akpınar, Erdemli
- Alibeyli, Erdemli
- Arpaçbahşiş, Erdemli
- Arslanlı, Erdemli
- Ayaş, Erdemli
- Aydınlar, Erdemli
- Batısandal, Erdemli
- Çamlı, Erdemli
- Çerçili, Erdemli
- Çeşmeli, Erdemli
- Çiftepınar, Erdemli
- Çiriş, Erdemli
- Dağlı, Erdemli
- Doğusandal, Erdemli
- Elbeyli, Erdemli
- Elvanlı, Erdemli
- Esenpınar, Erdemli
- Evdilek, Erdemli
- Fakılı, Erdemli
- Gücüş, Erdemli
- Güneyli, Erdemli
- Güzeloluk, Erdemli
- Hacıalanı, Erdemli
- Hacıhalilarpaç, Erdemli
- Harfilli, Erdemli
- Hüsametli, Erdemli
- İlemin, Erdemli
- Karaahmetli, Erdemli
- Karahıdırlı, Erdemli
- Karakeşli, Erdemli
- Karayakup, Erdemli
- Kargıpınarı, Erdemli
- Kayacı, Erdemli
- Kızılen, Erdemli
- Kızkalesi, Erdemli
- Kocahasanlı, Erdemli
- Koramşalı, Erdemli
- Kösbucağı, Erdemli
- Kösereli, Erdemli
- Kumkuyu, Erdemli
- Kuşluca, Erdemli
- Küstülü, Erdemli
- Limonlu, Erdemli
- Pınarbaşı, Erdemli
- Sarıkaya, Erdemli
- Sarıyer, Erdemli
- Sıraç, Erdemli
- Sinap, Erdemli
- Sorgun, Erdemli
- Şahna, Erdemli
- Tapureli, Erdemli
- Toros, Erdemli
- Tozlu, Erdemli
- Tömük, Erdemli
- Üçtepe, Erdemli
- Üzümlü, Erdemli
- Veyselli, Erdemli
- Yağda, Erdemli
- Yeniyurt, Erdemli

## Gülnar
- Gülnar
- Akova, Gülnar
- Ardınçpınarı, Gülnar
- Arıkuyusu, Gülnar
- Bereket, Gülnar
- Beydili, Gülnar
- Bolyaran, Gülnar
- Bozağaç, Gülnar
- Büyükeceli, Gülnar
- Çavuşlar, Gülnar
- Çukurasma, Gülnar
- Çukurkonak, Gülnar
- Dayıcık, Gülnar
- Dedeler, Gülnar
- Delikkaya, Gülnar
- Demirözü, Gülnar
- Emirhacı, Gülnar
- Gezende, Gülnar
- Göktürk, Gülnar
- Halifeler, Gülnar
- Ilısu, Gülnar
- İshaklar, Gülnar
- Kavakoluğu, Gülnar
- Kayrak, Gülnar
- Koçaşlı, Gülnar
- Konur, Gülnar
- Korucuk, Gülnar
- Köseçobanlı
- Kurbağ, Gülnar
- Kuskan, Gülnar
- Mollaömerli, Gülnar
- Örenpınar, Gülnar
- Örtülü, Gülnar
- Sipahili, Gülnar
- Şeyhömer, Gülnar
- Taşoluk, Gülnar
- Tepe, Gülnar
- Tırnak, Gülnar
- Tozkovan, Gülnar
- Ulupınar, Gülnar
- Üçoluk, Gülnar
- Yanışlı, Gülnar
- Yarmasu, Gülnar
- Yassıbağ, Gülnar
- Yenice, Gülnar
- Zeyne, Gülnar

## Mut
- Mut
- Alaçam, Mut
- Aşağıköselerli, Mut
- Aydınoğlu, Mut
- Bağcağız, Mut
- Ballı, Mut
- Barabanlı, Mut
- Bozdoğan, Mut
- Burunköy, Mut
- Çağlayangedik, Mut
- Çaltılı, Mut
- Çamlıca, Mut
- Çampınar, Mut
- Çatakbağ, Mut
- Çatalharman, Mut
- Çınarlı, Mut
- Çivi, Mut
- Çortak, Mut
- Çömelek, Mut
- Çukurbağ, Mut
- Dağpazarı, Mut
- Demirkapı, Mut
- Dereköy, Mut
- Derinçay, Mut
- Diştaş, Mut
- Elbeyli, Mut
- Elmapınar, Mut
- Esençay, Mut
- Evren, Mut
- Fakırca, Mut
- Geçimli, Mut
- Gençali, Mut
- Göcekler, Mut
- Gökçetaş, Mut
- Göksu, Mut
- Güme, Mut
- Güzelköy, Mut
- Güzelyurt, Mut
- Hacıahmetli, Mut
- Hacıilyaslı, Mut
- Hacınuhlu, Mut
- Hacısait, Mut
- Hamam, Mut
- Haydarköy, Mut
- Hisarköy, Mut
- Hocalı, Mut
- Ilıca, Mut
- Irmaklı, Mut
- Işıklar, Mut
- İbrahimli, Mut
- Kadıköy, Mut
- Karacaoğlan, Mut
- Karadiken, Mut
- Kavaklı, Mut
- Kavaközü, Mut
- Kayabaşı, Mut
- Kayaönü, Mut
- Kelceköy, Mut
- Kemenli, Mut
- Kırkkavak, Mut
- Kışlaköy, Mut
- Kızılalan, Mut
- Köselerli, Mut
- Kumaçukuru, Mut
- Kurtsuyu, Mut
- Kurtuluş, Mut
- Kürkçü, Mut
- Mirahor, Mut
- Mucuk, Mut
- Narlı, Mut
- Narlıdere, Mut
- Ortaköy, Mut
- Özköy, Mut
- Özlü, Mut
- Palantepe, Mut
- Pamuklu, Mut
- Sakız, Mut
- Sarıveliler, Mut
- Selamlı, Mut
- Suçatı, Mut
- Tekeli, Mut
- Topkaya, Mut
- Topluca, Mut
- Tuğrul, Mut
- Yalnızcabağ, Mut
- Yapıntı, Mut
- Yeşilköy, Mut
- Yeşilyurt, Mut
- Yıldızköy, Mut
- Yukarıköselerli, Mut
- Zeytinçukuru, Mut

## Silifke
- Silifke
- Akdere, Silifke
- Arkum, Silifke
- Atakent, Silifke
- Atayurt, Silifke
- Ayaştürkmenli, Silifke
- Bahçe, Silifke
- Bahçederesi, Silifke
- Balandız, Silifke
- Bayındır, Silifke
- Bolacalıkoyuncu, Silifke
- Burunucu, Silifke
- Bükdeğirmeni, Silifke
- Canbazlı, Silifke
- Cılbayır, Silifke
- Çadırlı, Silifke
- Çaltıbozkır, Silifke
- Çamlıbel, Silifke
- Çamlıca, Silifke
- Çatak, Silifke
- Çeltikçi, Silifke
- Demircili, Silifke
- Ekşiler, Silifke
- Evkafçiftliği, Silifke
- Gedikpınarı, Silifke
- Gökbelen, Silifke
- Gülümpaşalı, Silifke
- Gündüzler, Silifke
- Hırmanlı, Silifke
- Hüseyinler, Silifke
- Işıklı, Silifke
- İmambekirli, Silifke
- İmamlı, Silifke
- İmamuşağı, Silifke
- Karahacılı, Silifke
- Karakaya, Silifke
- Kargıcak, Silifke
- Kavak, Silifke
- Keben, Silifke
- Kepez, Silifke
- Keşlitürkmenli, Silifke
- Kıca, Silifke
- Kırtıl, Silifke
- Kızılgeçit, Silifke
- Kocaoluk, Silifke
- Kocapınar, Silifke
- Kurtuluş, Silifke
- Mağara, Silifke
- Narlıkuyu, Silifke
- Nasrullah, Silifke
- Nuru, Silifke
- Ortaören, Silifke
- Ovacık, Silifke
- Ören, Silifke
- Özboynuinceli, Silifke
- Öztürkmenli, Silifke
- Pelitpınarı, Silifke
- Sabak, Silifke
- Sarıaydın, Silifke
- Senir, Silifke
- Seydili, Silifke
- Seyranlık, Silifke
- Sökün, Silifke
- Sömek, Silifke
- Şahmurlu, Silifke
- Taşucu, Silifke
- Tosmurlu, Silifke
- Türkmenuşağı, Silifke
- Ulugöz, Silifke
- Uşakpınarı, Silifke
- Uzuncaburç, Silifke
- Yeğenli, Silifke
- Yenibahçe, Silifke
- Yenisu, Silifke
- Yeşilovacık, Silifke

## Tarsus
- Tarsus
- Ağzıdelik, Tarsus
- Akarsu, Tarsus
- Akçakocalı, Tarsus
- Akgedik, Tarsus
- Aladağ, Tarsus
- Aliağa, Tarsus
- Alibeyli, Tarsus
- Aliefendioğlu, Tarsus
- Alifakı, Tarsus
- Ardıçlı, Tarsus
- Arıklı, Tarsus
- Atalar, Tarsus
- Avadan, Tarsus
- Baharlı, Tarsus
- Bahşiş, Tarsus
- Ballıca, Tarsus
- Baltalı, Tarsus
- Belen, Tarsus
- Beylice, Tarsus
- Boğazpınar, Tarsus
- Bolatlı, Tarsus
- Boztepe, Tarsus
- Böğrüeğri, Tarsus
- Büyükkösebalcı, Tarsus
- Camilimanda, Tarsus
- Cırbıklar, Tarsus
- Cin, Tarsus
- Çağbaşı, Tarsus
- Çakırlı, Tarsus
- Çamalan, Tarsus
- Çamtepe, Tarsus
- Çatalca, Tarsus
- Çavdarlı, Tarsus
- Çavuşlu, Tarsus
- Çayboyu, Tarsus
- Çevreli, Tarsus
- Çiçekli, Tarsus
- Çiftlik, Tarsus
- Çiriştepe, Tarsus
- Çokak, Tarsus
- Çöplü, Tarsus
- Çukurbağ, Tarsus
- Dadalı, Tarsus
- Damlama, Tarsus
- Dedeler, Tarsus
- Dorak, Tarsus
- Eminlik, Tarsus
- Emirler, Tarsus
- Esenler, Tarsus
- Eskişehir, Tarsus
- Göçük, Tarsus
- Gömmece, Tarsus
- Gülek, Tarsus
- Günyurdu, Tarsus
- Gürlü, Tarsus
- Hacıbozan, Tarsus
- Hacıhamzalı, Tarsus
- Halitağa, Tarsus
- Hasanağa, Tarsus
- İbrişim, Tarsus
- İncirgediği, Tarsus
- İncirlikuyu, Tarsus
- İnköy, Tarsus
- Kaburgediği, Tarsus
- Kadelli, Tarsus
- Kaklıktaşı, Tarsus
- Kaleburcu, Tarsus
- Kanberhüyüğü, Tarsus
- Karaçerçili, Tarsus
- Karadiken, Tarsus
- Karadirlik, Tarsus
- Karakütük, Tarsus
- Karayayla, Tarsus
- Kargılı, Tarsus
- Karsavran, Tarsus
- Kayadibi, Tarsus
- Kefeli, Tarsus
- Kelahmet, Tarsus
- Kerimler, Tarsus
- Keşli, Tarsus
- Kırıt, Tarsus
- Kızılçukur, Tarsus
- Kocaköy, Tarsus
- Koçmarlı, Tarsus
- Konaklar, Tarsus
- Kozoluk, Tarsus
- Kösebalcı, Tarsus
- Köselerli, Tarsus
- Kulak, Tarsus
- Kumdere, Tarsus
- Kurbanlı, Tarsus
- Kurtçukuru, Tarsus
- Kuşçular, Tarsus
- Kütüklü, Tarsus
- Mahmutağa, Tarsus
- Mantaş, Tarsus
- Meşelik, Tarsus
- Muratlı, Tarsus
- Nemiroğlu, Tarsus
- Olukkoyağı, Tarsus
- Özbek, Tarsus
- Özlüce, Tarsus
- Pirömerli, Tarsus
- Reşadiye, Tarsus
- Sağlıklı, Tarsus
- Sandal, Tarsus
- Sanlıca, Tarsus
- Sarıveli, Tarsus
- Sayköy, Tarsus
- Sıraköy, Tarsus
- Simithacılı, Tarsus
- Sucular, Tarsus
- Takbaş, Tarsus
- Taşçılı, Tarsus
- Taşkuyu, Tarsus
- Taşobası, Tarsus
- Tekeliören, Tarsus
- Tepeçaylak, Tarsus
- Tepeköy, Tarsus
- Tepetaşpınar, Tarsus
- Topaklı, Tarsus
- Topçu, Tarsus
- Ulaş, Tarsus
- Verimli, Tarsus
- Yalamık, Tarsus
- Yanıkkışla, Tarsus
- Yaramış, Tarsus
- Yazlık, Tarsus
- Yenice, Tarsus
- Yeniçay, Tarsus
- Yeniköy, Tarsus
- Yeşiltepe, Tarsus
- Yunusoğlu, Tarsus
- Yüksek, Tarsus